# 2013年穆尔龙卷风
2013年穆尔龙卷风（英語：2013 Moore Tornado）发生在2013年5月20日，主要襲擊美国俄克拉何马州奧克拉荷馬市南方郊區的穆尔市，强度EF5级，造成至少24人死亡，240人受伤。该龙卷风在美国中部夏令时间2:56pm出现（19:56 UTC），在地上肆虐40分钟，影响面积达20-英里（32-）宽。龙卷风在俄克拉何马州穆尔市经过，强度最大时超过2英里（3.2）宽。

## 灾情
龙卷风经过地区受到毁灭性打击。受灾最严重的是两所学校Briarwood小学和Plaza Towers小学。在Plaza Towers小学，龙卷风来袭时有75名学生、老师在场。最终有9人确认遇难。穆尔市的医疗中心也严重损毁，所幸没有人员伤亡。所有病人被转移其他医院。

## 善后

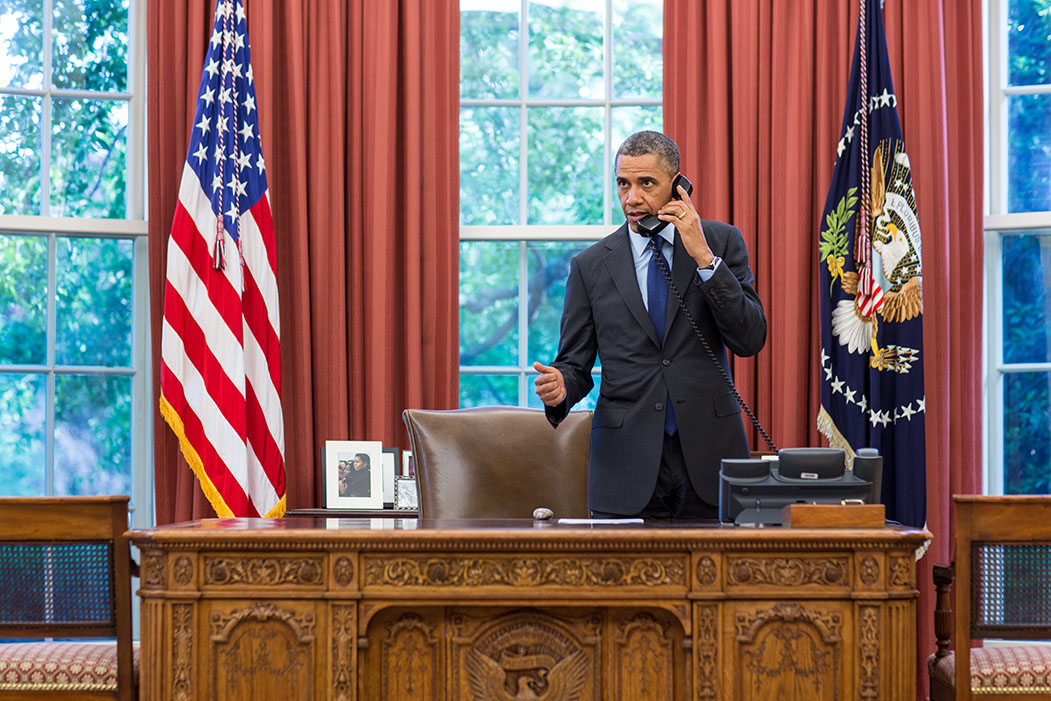
美国总统奥巴马从椭圆形办公室给俄克拉何马州打电话

联邦紧急事务管理署（FEMA）积极部署搜索与救援团队到龙卷风受灾地区，并且派人员前往指挥。俄克拉何马州也派出国民警卫队搜救。美国总统奥巴马从办公室打电话到奧克拉荷馬市。白宫表示，奥巴马总统告诉俄克拉何马州州长，总统夫妇很关心俄克拉何马州人民，联邦政府会继续关注灾情进展，他说州长若需要联邦提供帮助时可与他保持进一步密切联系。
龙卷风导致38,000户居民断电。奥巴马宣布俄克拉何马州受到重大灾害，宣布提高联邦援助给受灾地区。

## 图库

龙卷风雷达图
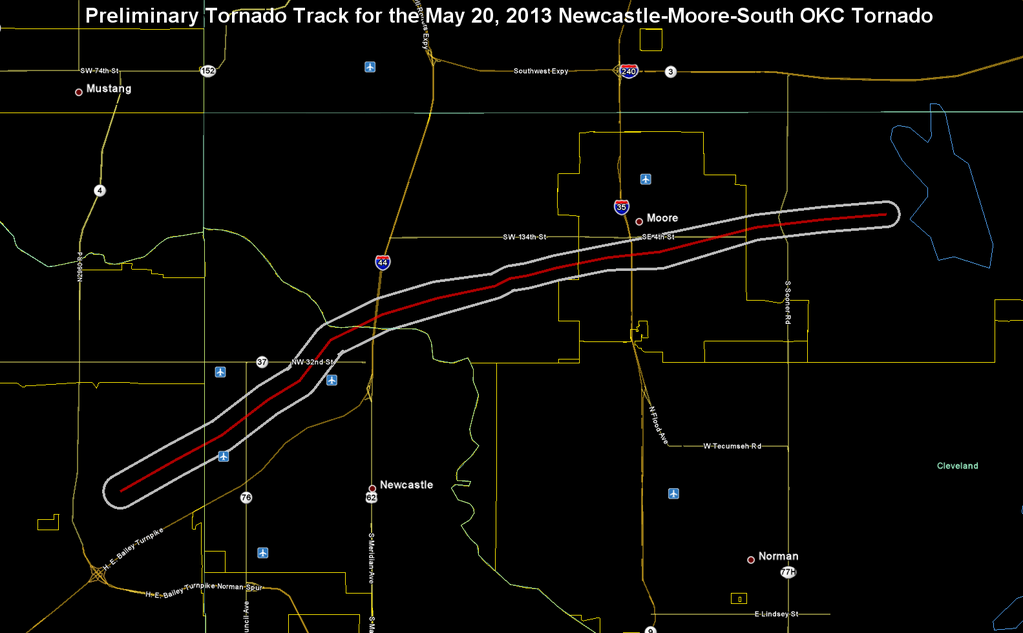
美国国家气象局龙卷风路径
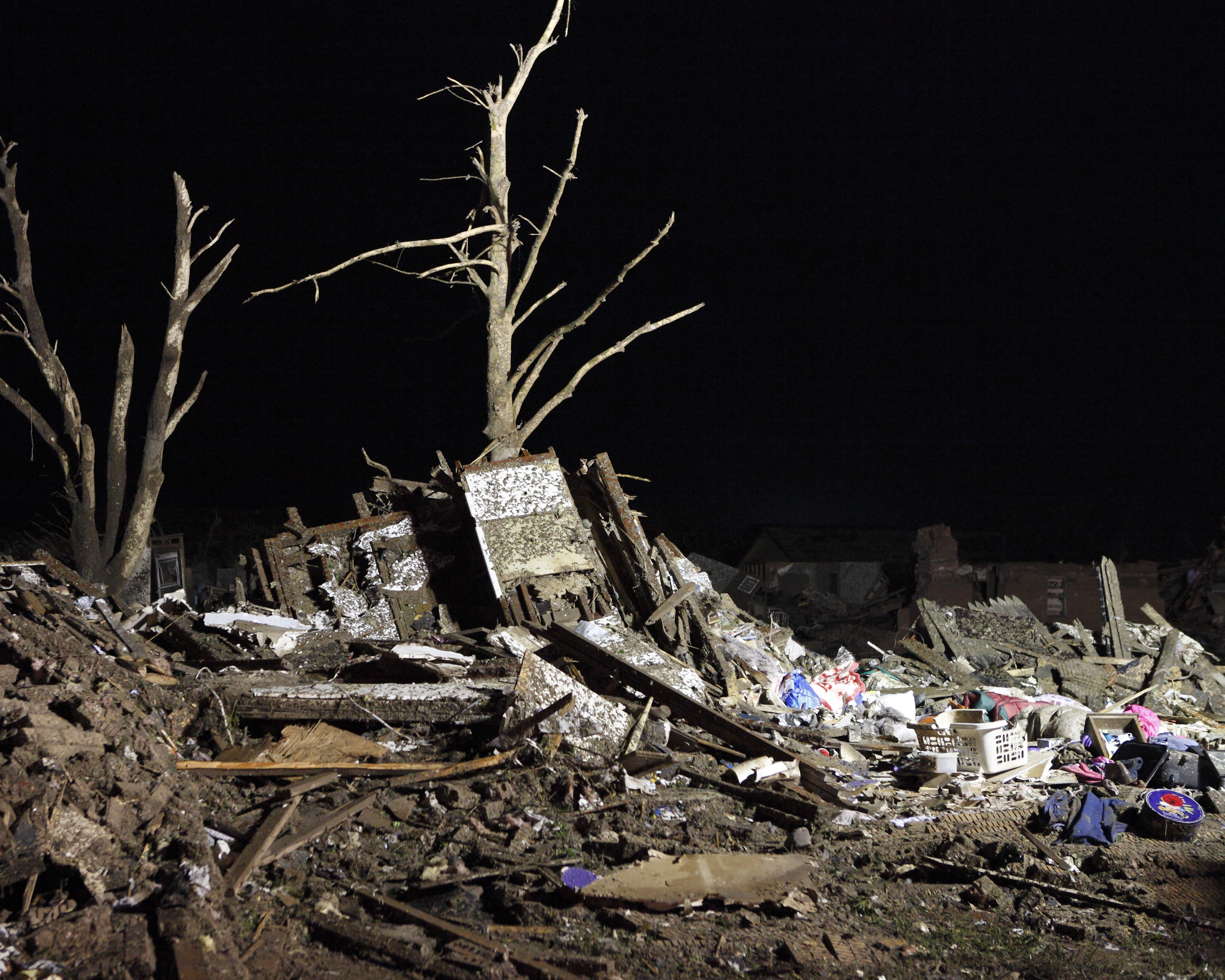
国民警卫队拍摄的灾情
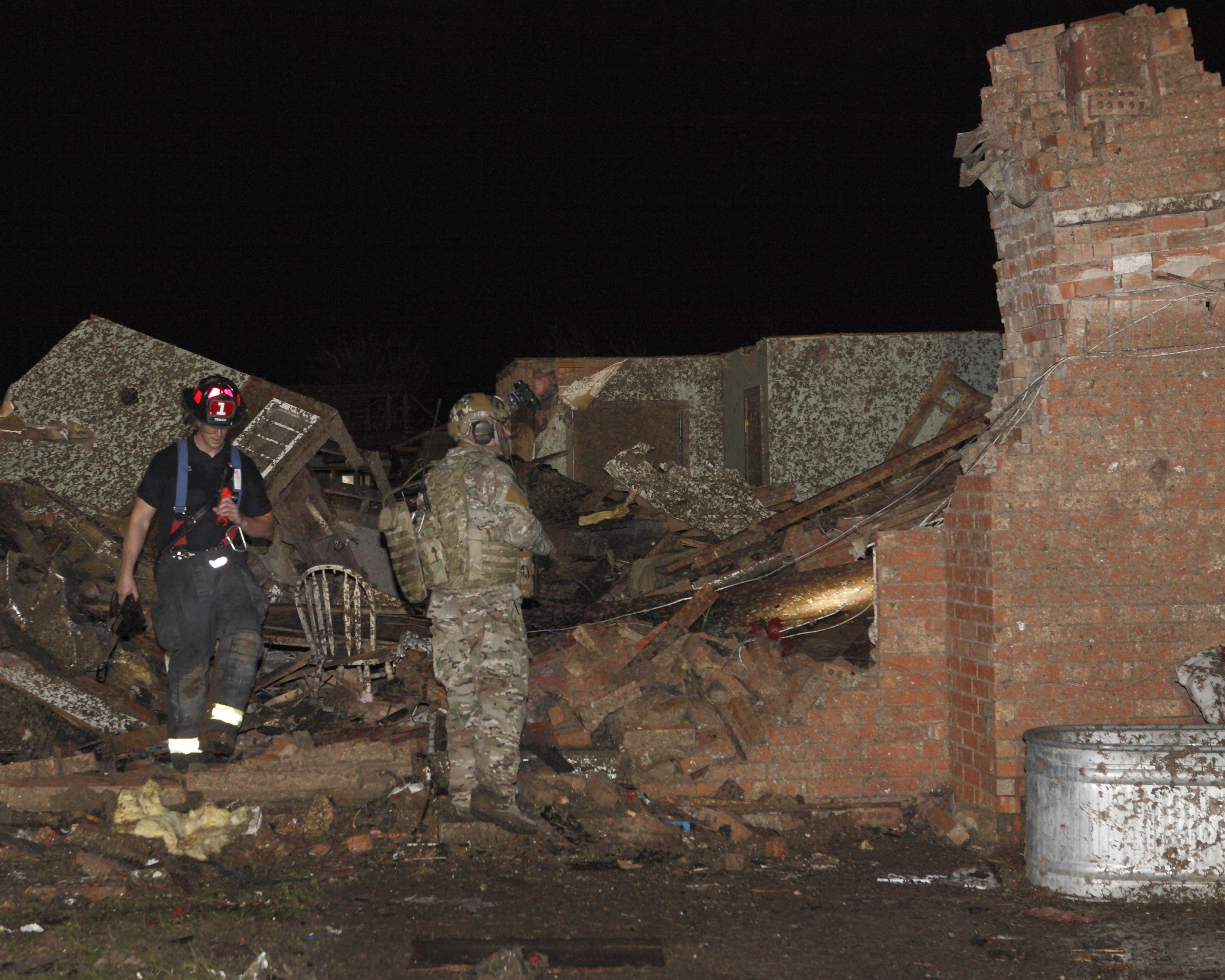
国民警卫队士兵救灾
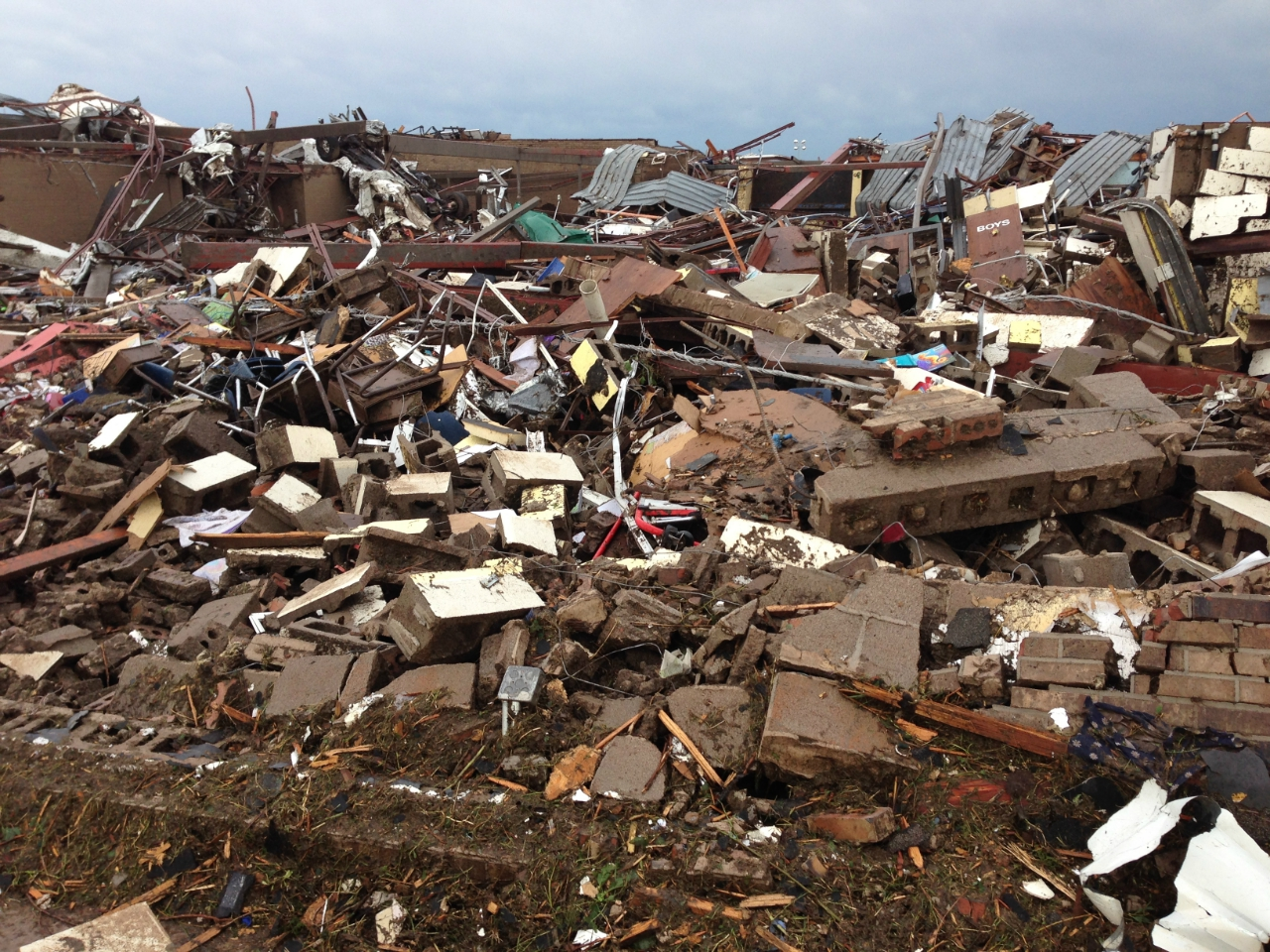
灾情

## 链接
- Moore, Oklahoma Tornadoes (1890-Present)（页面存档备份，存于） from the National Oceanic and Atmospheric Administration
- NWS Moore/South OKC 2013 Tornado Warning（页面存档备份，存于） from the National Weather Service in Norman, Oklahoma
- Map of tornado path and damage（页面存档备份，存于） from The New York Times
- YouTube上的Radar loop of the Moore tornado
- YouTube上的Formation and initial impact of the Moore tornado